# Markham Moor
Markham Moor – wieś w Anglii, w hrabstwie Nottinghamshire, w dystrykcie Bassetlaw. Leży 37 km na północny wschód od miasta Nottingham i 201 km na północ od Londynu.